# Distruzione totale (film 1990)
Distruzione totale (Crash and Burn) è un film statunitense del 1990 diretto da Charles Band. Il film è il seguito non ufficiale di Robotjox dello stesso anno diretto da Stuart Gordon.

## Trama
Una potente organizzazione Unicom supervisiona la maggior parte del mondo dopo il suo collasso economico, bandendo computer e tutto il resto per assicurare la vita della stabilità economica. Quando un robot Unicom Synth si infiltra in una stazione televisiva del sud-ovest e uccide il manager, un rivoluzionario contro la società simile alla Gestapo, un umile fattorino Unicom deve aiutare il resto della stazione a sopravvivere durante la tempesta termica in arrivo.